# Långhults naturreservat
Långhults naturreservat är ett naturreservat i Ljungby kommun i Kronobergs län.
Reservatet är skyddat sedan 2024 och omfattar 111 hektar. Reservatet ligger söder om Målaskog och direkt söder om naturreservatet Målaskogsberg och består av ädellövsskog omkring Lilla Helge å och dess våtmarker.